# Pidgindelaware
Pidgindelaware var ett pidginspråk som talades av europeiska nybyggare och den amerikanska ursprungsbefolkningen vid Delawarefloden på 1600-talet. Språket bildades när européerna behövde kommunicera med de lokala indianstammarna för att kunna bedriva pälshandel.
Pidgindelaware var ett typiskt pidginspråk i så måtto att grammatiken var mycket enkel och att ordförrådet var begränsat.

## Historia
I början av 1600-talet anlände holländare till området och grundade kolonin Nya Nederländerna. Här bedrevs bland annat pälshandel mellan holländarna och ursprungsbefolkningen, som främst utgjordes av unami- och munseeindianer. Behovet av kommunikation mellan parterna ledde till skapandet av pidgindelaware.
När kolonin Nya Sverige grundades 1638 spreds språket från holländarna till svenskar och finnar. Många engelsmän lärde sig sedan språket av svenskarna.

## Ordens ursprung
Orden i pidgindelaware kom från indianspråket unami, fastän Nya Nederländerna främst låg på mark som tillhörde munseeindianerna, där munsee talas. Även uttalet var inspirerat av unami. Följande tabell visar räkneorden ett till tio på pidgindelaware, unamispråk samt munseespråk:
| Svenska | Munsee   | Unami     | Pidgindelaware |
| ------- | -------- | --------- | -------------- |
| Ett     | nkwə́ti   | kwə́t·i    | ciútte         |
| Två     | ní·ša    | ní·š·a    | nissa          |
| Tre     | nxá      | naxá      | náha           |
| Fyra    | né·wa    | né·wa     | næwo           |
| Fem     | ná·lan   | palé·naxk | parenach       |
| Sex     | nkwə́ta·š | kwə́t·a·š  | ciuttas        |
| Sju     | ní·ša·š  | ní·š·a·š  | nissas         |
| Åtta    | (n)xá·š  | xá·š      | haas           |
| Nio     | nó·li·   | pé·škunk  | paéschun       |
| Tio     | wí·mpat  | télən     | thæræn         |

Svensken Johannes Campanius skrev ned orden på pidgindelaware och följde svenskans stavningsprinciper från 1600-talet.

## Grammatik
Pidgindelaware hade en mycket enkel grammatik. Till skillnad från unami hade pidgindelaware inga grammatiska genus eller numerus. Negation i pidgindelaware visades endast med ett fristående ord (ungefär som svenskans inte), men i unami markerades det även med suffix på verben. Antagligen använde indianerna med vilje denna förenklade grammatik när de pratade med européer för att underlätta kommunikationen.

## Källhänvisning
1. ↑  Goddard, Ives (1997). Contact Languages. John Benjamins Publishing Company. ISBN 978-90-272-5239-5. http://dx.doi.org/10.1075/cll.17.06god
2. 1 2  Goddard, Ives, 1978a, s. 221
3. 1 2  Goddard, Ives (1997). Contact Languages. John Benjamins Publishing Company. sid. 57. ISBN 978-90-272-5239-5. http://dx.doi.org/10.1075/cll.17.06god
4. ↑  Goddard, Ives (1997). Contact Languages. John Benjamins Publishing Company. sid. 76. ISBN 978-90-272-5239-5. http://dx.doi.org/10.1075/cll.17.06god
5. ↑  Goddard, Ives (1997). Contact Languages. John Benjamins Publishing Company. sid. 82. ISBN 978-90-272-5239-5. http://dx.doi.org/10.1075/cll.17.06god
6. ↑  Goddard, Ives (1997). Contact Languages. John Benjamins Publishing Company. sid. 42. ISBN 978-90-272-5239-5. http://dx.doi.org/10.1075/cll.17.06god
7. 1 2  Goddard, Ives, 1995, sid. 139
8. ↑  Goddard, Ives, 1995, sid. 139; Goddard, Ives, 1997, sid. 51
9. ↑  Goddard, Ives (1997). Contact Languages. John Benjamins Publishing Company. sid. 57-63. ISBN 978-90-272-5239-5.